# ヒエラー
ヒエラー（古希: Ἱέρα, Hierā）は、ギリシア神話の人物である。長母音を省略してヒエラとも表記される。ミューシアの王テーレポスの妻で、タルコーンとテュルセーノスの母。ピロストラトスはヒエラーについて、ヘレネーを越える美女であったと述べている。

## 神話
ピロストラトスによると、ギリシア軍がミューシアを攻撃した際、ヒエラーはミューシアの女たちで構成された騎馬隊を率いて戦ったが、ニーレウスに討たれた。しかしヒエラーが非常に美しい女性であったため、ギリシア軍は彼女の武具を剥ぎ取ることはしなかった。彼女を目撃したというプローテシラーオスによると、ヒエラーは彼が今まで見た女性の中で誰よりも大柄で美しい女性であり、ホメーロスはヘレネーの機嫌を取るためにヒエラーのことを言及しなかったという。